# Rindera umbellata
Rindera umbellata är en strävbladig växtart som först beskrevs av Franz de Paula Adam von Waldstein-Wartemberg och Kit., och fick sitt nu gällande namn av Aleksandr Andrejevitj Bunge. Rindera umbellata ingår i släktet Rindera och familjen strävbladiga växter. Inga underarter finns listade i Catalogue of Life.

## Bildgalleri

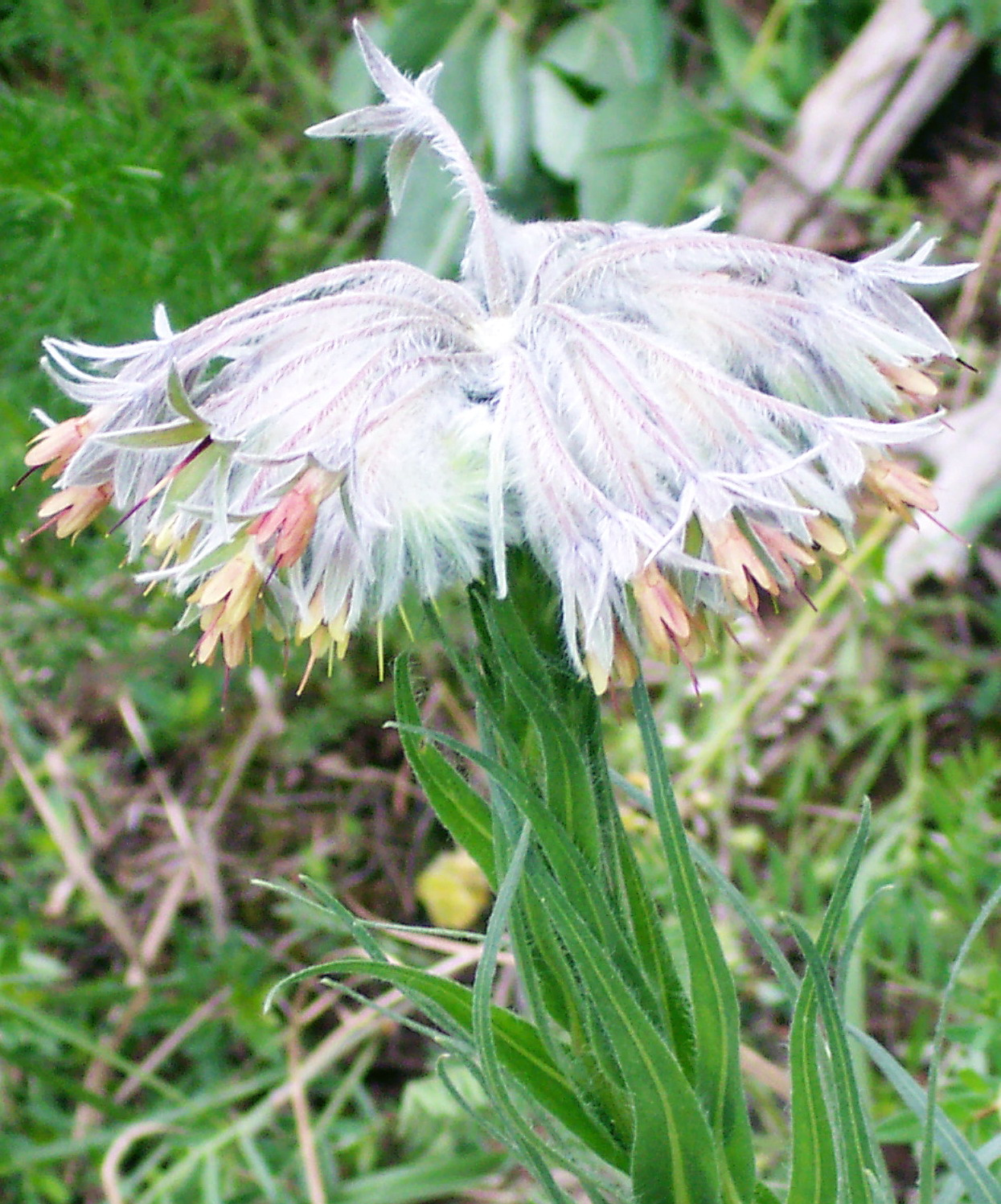